# Cynotilapia axelrodi
Cynotilapia axelrodi ist eine Buntbarschart, die im Felslitoral im nördlichen Abschnitt des ostafrikanischen Malawisees bei Nkhata Bay und Chirombo Point vorkommt. Die Art wurde nach dem US-amerikanischen Fischkundler Herbert R. Axelrod benannt.

## Merkmale
Cynotilapia axelrodi wird etwa 8 bis 10 cm lang, das Weibchen bleibt kleiner. Der Körper ist etwas schlanker als der von Cynotilapia afra. Männchen sind bläulich grau, geschlechtsreife, dominante Männchen kräftig blau gefärbt. Der Rücken ist dunkler, der Bauch gelblich. Auf den Körperseiten befinden sich 7 bis 9 dunkle Querbinden, die von vorne nach hinten immer schwächer werden. Die Rückenflosse ist weißgrau bis grau und hat einen gelben Saum. Die schwarz gesäumte Afterflosse ist gelbgrau und hinten weißlich bis transparent. Dort befinden sich ein bis zwei Eiflecke. Auch die Schwanzflosse ist gelbgrau und hat oben und unten schwarze Ränder. Die Bauchflossen sind grau, ihre ersten Flossenstrahlen schwarz mit weißen Spitzen. Weibchen sind eher bräunlich, ihre Rückenflosse ist grau mit einem gelben Saum, die Afterflosse stärker gelblich als die der Männchen.
- Flossenformel: Dorsale XVII–XVIII/8–10, Anale III/8.
- Schuppenformel: mLR 29, SL 21–23/6–12+1–2.

## Lebensweise
Cynotilapia axelrodi lebt im Felslitoral und über den Sandzonen zwischen Felsen in Tiefen von 10 bis 20 Metern und ernährt sich, obwohl er zu den Mbuna gehört, nicht von Aufwuchs, sondern vor allem von Plankton. Wie fast alle Malawiseebuntbarsche ist Cynotilapia axelrodi ein Maulbrüter.